# Dieudonné Gauthy
Dieudonné Gauthy (* 19. Mai 1893 in Pepinster; † 24. Januar 1957 in Clermont-sur-Berwinne) war ein belgischer Radrennfahrer und nationaler Meister im Radsport.

## Sportliche Laufbahn
Gauthy war im Straßenradsport aktiv. Von 1912 bis 1914 und von 1919 bis 1920 war er Unabhängiger und Berufsfahrer. 1913 siegte er in der Belgien-Rundfahrt vor Émile Masson senior mit einem Etappensieg. 1919 gewann er zwei weitere Etappen der Rundfahrt. Bei Lüttich–Bastogne–Lüttich gewann er 1919 das Rennen der Unabhängigen gemeinsam mit Jean Rossius. Die Meisterschaft der Interclubs gewann er 1919. Bei Binche–Chimay–Binche 1912 wurde er Dritter. In der Tour de France 1914 war Gauthy ausgeschieden.